# 山田督
山田 督（やまだ おさむ、1948年10月4日 - ）は、日本の実業家。びわこ銀行頭取、関西アーバン銀行副会長を歴任した。

## 来歴
福井県出身。1971年に滋賀大学経済学部を卒業。同年に住友銀行（現：三井住友銀行）入行後、関西銀行専務取締役、関西アーバン銀行代表取締役副頭取、びわこ銀行代表取締役頭取などを務める。2010年にびわこ銀行が関西アーバン銀行と合併したことに伴い、関西アーバン銀行取締役副会長に就任。

## 年譜
- 1948年 - 福井県生まれ
- 1971年 - 滋賀大学経済学部卒業
- 1971年 - 住友銀行入行
- 1999年 - 住友銀行執行役員
- 2000年 - 関西銀行常務取締役
- 2001年 - 関西銀行専務取締役
- 2004年 - 関西アーバン銀行専務取締役
- 2004年 - 関西アーバン銀行代表取締役副頭取
- 2005年 - びわこ銀行代表取締役頭取
- 2010年 - 関西アーバン銀行取締役副会長